# Liste der Mühlen an der Schwalm

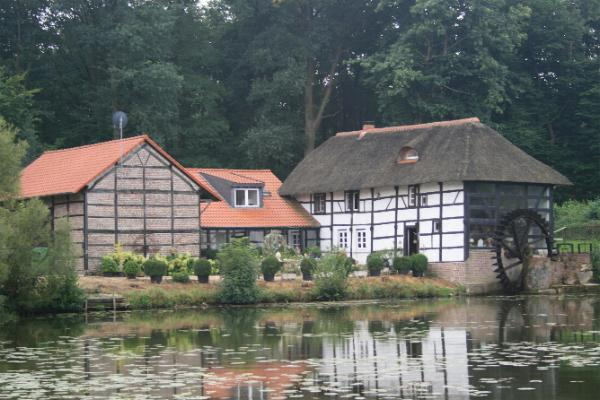
Ölmühle Tüschenbroich

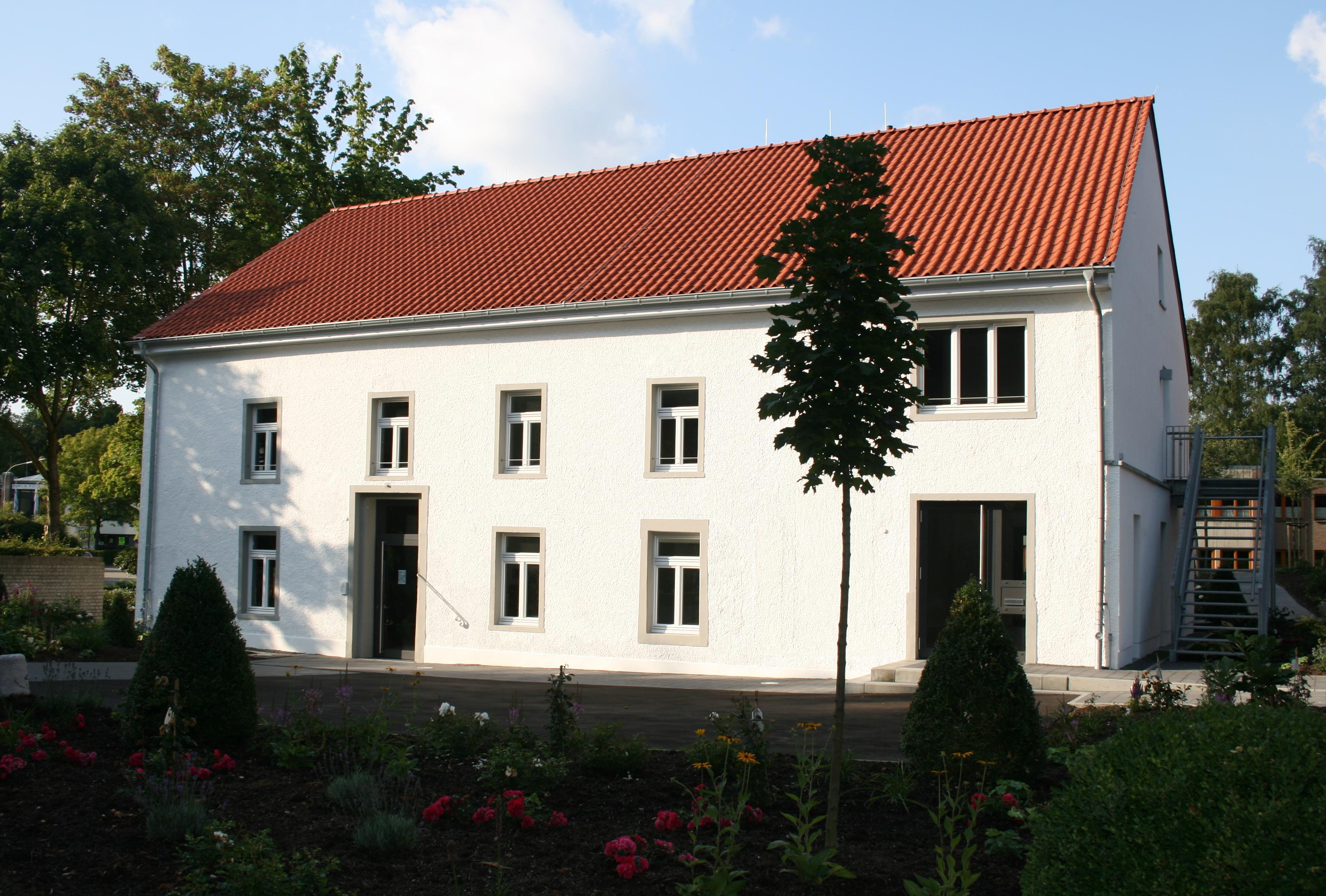
Wegberger Mühle

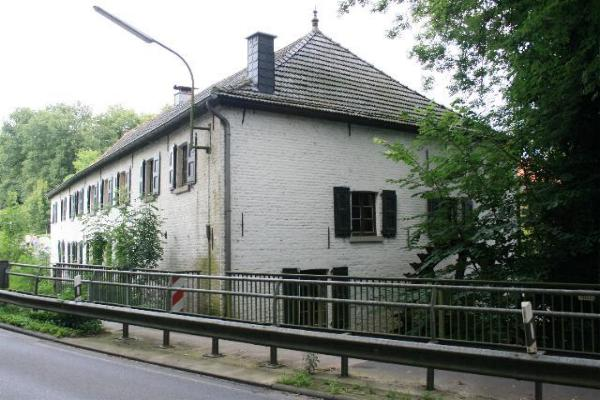
Schrofmühle

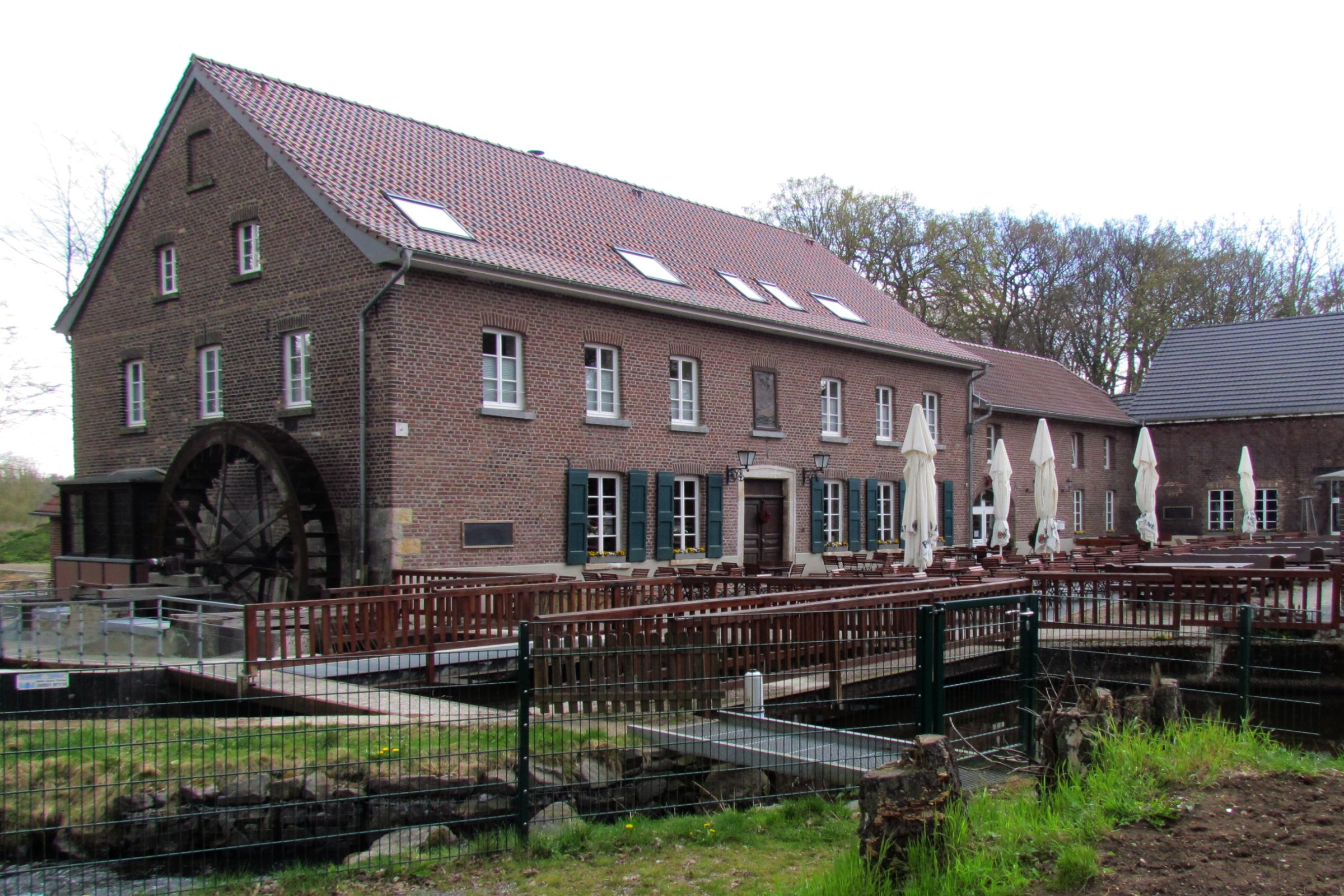
Lüttelforster Mühle

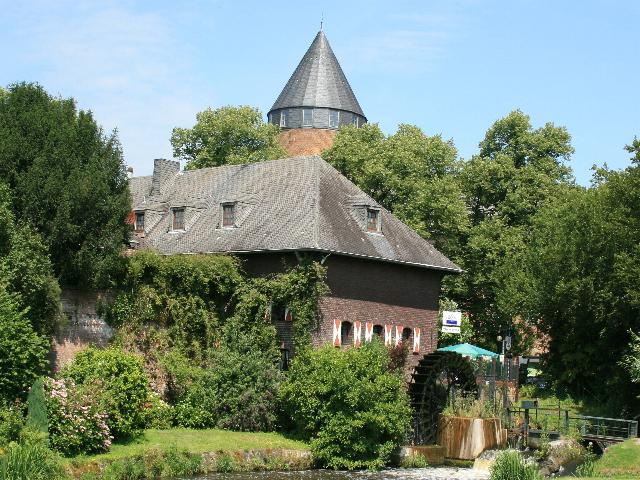
Brüggener Mühle

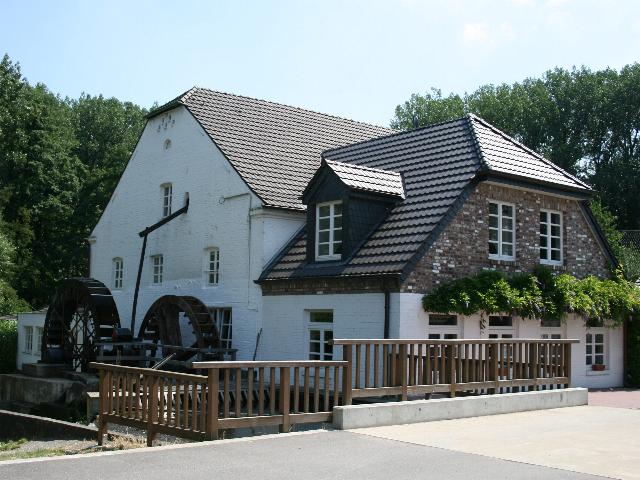
Mühlrather Mühle

Die Liste der Mühlen an der Schwalm beinhaltet die Mühlen, die an der Schwalm standen oder noch stehen. Die Quelle der Schwalm ist in Genhof, einem Ortsteil der Stadt Erkelenz in Nordrhein-Westfalen. Bis zur Mündung in die Maas bei Swalmen Niederlande hat die Schwalm eine Gesamtlänge von 45.132 m.
Die Auflistung der Mühlen erfolgt von der Quelle zur Mündung. Die Nebenbäche folgen im gleichen Prinzip.

## Mühlen

### An der Schwalm
- Ölmühle Tüschenbroich in Wegberg-Tüschenbroich, Mühlenbetrieb als Ölmühle 14. Jh. – 1912, Wasserrad in Holz vorhanden
- Kornmühle Tüschenbroich in Wegberg-Tüschenbroich, Mühlenbetrieb als Kornmühle 14. Jh. – 1940, Wasserrad in Holz vorhanden
- Roßmühle in Wegberg-Broich, Mühlenbetrieb als Kornmühle vor 1548 – 2. H. 18. Jh.,
- Bockenmühle in Wegberg-Watern, Mühlenbetrieb als Kornmühle 16. Jh. – um 1960 Wasserrad in Metall vorhanden
- Bischofsmühle in Wegberg-Watern, Mühlenbetrieb als Kornmühle vor 1572 – um 1960, Gebäude noch vorhanden
- Lohmühle in Wegberg-Bissen, Mühlenbetrieb als Gerberlohe-, Knochen- und Ölmühle um 1800-1960.
- Wegberger Mühle in Wegberg, Mühlenbetrieb als Kornmühle vor 1564 – um 1960, Gebäude erneuert, Teile der Mühle erhalten
- Kringsmühle in Wegberg-Harbeck, Mühlenbetrieb als Öl- und Kornmühle vor 1717 – 1900, Gebäude um 1970 niedergelegt
- Neumühle in Wegberg-Rickelrath, Mühlenbetrieb vor 1397 – 1926 als Öl- und Kornmühle, Gebäude wurde 1975 niedergelegt
- Papelter Mühle in Schwalmtal-Lüttelforst, Mühlenbetrieb von 16. Jh. – 1928 als Öl- und Kornmühle, Gebäude brannte 1928 ab
- Jennekes Mühle in Schwalmtal-Lüttelforst, Mühlenbetrieb vor 1806 -  1928 als Öl- und Mahlmühle, heute ein Landhaus
- Lüttelforster Mühle in Schwalmtal-Lüttelforst, Mühlenbetrieb vor 1456 – 1954 als Öl- und Kornmühle, Wasserrad in Metall vorhanden
- Pannenmühle in Niederkrüchten-Pannenmühle, Mühlenbetrieb vor 1655 – 1927 als Öl- und Mahlmühle, heute Gast- und Wohnhaus
- Radermühle in Niederkrüchten, Mühlenbetrieb vor 1317 – um 1950 als Öl- und Mahlmühle, heute ein Wohnhaus
- Brempter Mühle in Niederkrüchten-Brempt, Mühlenbetrieb vor 1537 – 1895 als Öl- und Mahlmühle, Wasserrad in Metall vorhanden
- Mühlrather Mühle in Schwalmtal-Mühlrather Mühle, Mühlenbetrieb vor 1447 – um 1960 als Öl- und Mahlmühle, besitzt noch 2 Wasserräder
- Frankenmühle in Schwalmtal-Frankenmühle, Mühlenbetrieb vom 13. – 16. Jh. Bodenfunde bei der Flussbegradigung
- Borner Mühle in Brüggen-Born, Mühlenbetrieb vor 1412 – 1960 als Öl- und Mahlmühle, Wasserrad aus Metall vorhanden
- Vennmühle in Brüggen, Mühlenbetrieb vor 1473 – 1928 als Öl- und Papiermühle, die mehrmals abbrannte, heute ein Kindergarten
- Brüggener Mühle in Brüggen, Mühlenbetrieb vor 1289 – um 1955 als Öl- und Getreidemühle, heute Restaurant, Wasserrad in Metall
- Dilborner Mühle in Niederkrüchten-Elmpt, Mühlenbetrieb 14. Jh. – 1949 als Öl- und Kornmühle. Mühleneinrichtung und Wasserrad erhalten
- Swalmener Mühle in Swalmen Niederlande, Mühlenbetrieb als Öl- und Kornmühle von 1789 – 1945, seit 1963 ein Wohnhaus

#### Am Beeckbach
- Ophover Mühle in Wegberg, Mühlenbetrieb vor 1627 – um 1965 als Kornmühle, Mühleneinrichtung und Wasserrad in Metall erhalten

#### Am Mühlenbach
- Vollmühle in Mönchengladbach-Rheindahlen, Mühlenbetrieb vor 1468 – 1930 als Walkmühle, heute moderne Mahlmühle
- Holtmühle in Wegberg-Holtmühle, Mühlenbetrieb vor 1397 – 1954 als Öl- und Kornmühle, Ausflugsgaststätte mit Wasserrad aus Metall
- Buschmühle in Wegberg-Busch, Mühlenbetrieb vor 1557 – 1953 als Kornmühle, Mühleneinrichtung noch intakt, Wasserrad aus Metall
- Meismühle in Wegberg-Busch, Mühlenbetrieb vor 1557 – 1601, wegen ständiger Streitigkeiten vor Gericht wurde die Mühle abgebrochen
- Schrofmühle in Wegberg-Rickelrath, Mühlenbetrieb vor 1557 – 1950 als Öl- und Kornmühle, Mühlenmuseum mit intakter Mühle
- Molzmühle in Wegberg-Rickelrath, Mühlenbetrieb vor 1506 – 1930 als Öl- und Mahlmühle, Restaurant mit Mühleneinrichtung

#### Am Knippertzbach
- Knippertzmühle in Mönchengladbach-Rheindahlen, Mühlenbetrieb vor 1223 – um 1920 als Mahlmühle, wegen Baufälligkeit niedergelegt

#### Am Kranenbach
- Hausermühle in Schwalmtal-Waldniel, Mühlenbetrieb von 13./14. Jh. – um 1918 als Mahlmühle, 1956 wurde die Mühle niedergelegt
- Schierer Mühle in Schwalmtal-Schier, Mühlenbetrieb von 15. Jh. – 1929 als Öl- und Mahlmühle
- Pletschmühle in Schwalmtal-Amern, Mühlenbetrieb von 1730 – 1926 mit unterschlächtigen Wasserrad, heute ein Wohngebäude
- Hüttermühle in Schwalmtal-Amern, Mühlenbetrieb vor 1646 – um 1930 als Ölmühle

## Quelle
- Hans Vogt: Niederrheinischer Wassermühlen-Führer 2. Auflage. Verein Niederrhein, Krefeld 1998, ISBN 3-00-002906-0